# Гимназија „Руђер Бошковић” Београд
Гимназија „Руђер Бошковић” је приватна гимназија, основана 2003. године. Школа се налази у Београду, у насељу Кошутњак, на територији Градске општине Чукарица.
Заједно са Основном школом „Руђер Бошковић”, гимназија чини јединствен образовни систем.
Школу похађа око 150 ученика распоређених у одељења у којима се настава реализује на српском језику (општи смер гимназије) и на енглеском језику (међународни програми).
Међународни програми који школа нуди јесте програм међународне матуре IB Diploma Programme.
Гимназија је 2013. године свечано прославила 10 година постојања и 2024. године свечано прославила 20 година постојања.